# Цефрадин
Цефрадин — антибіотик з групи цефалоспоринів І покоління для перорального та парентерального застосування.

## Фармакологічні властивості
Цефрадин — антибіотик широкого спектра дії. Препарат належить до бактерицидних антибіотиків, дія якого полягає в порушенні синтезу клітинної стінки бактерій. До препарату чутливі наступні збудники: стафілококи, стрептококи, Haemophilus influenzae, Escherichia coli, Proteus spp., клебсієли, Providencia spp., Serratia spp., Citrobacter spp., спірохети, лептоспіри, Bacillus anthracis, менш активний до нейсерій, Bacteroides spp. Цефрадин неактивний до ентерококів, Pseudomonas spp., туберкульозної палички, Streptococcus faecalis.

### Фармакодинаміка
Цефрадин добре всмоктується, як після перорального, так і парентерального застосування. Максимальна концентрація в крові досягається протягом 30—60 хвилин. Препарат проникає через плацентарний бар'єр та виділяється в грудне молоко. Препарат не метаболізується, виводиться нирками у незміненому вигляді. Період напіввиведення препарату становить 2—4 години, цей час може збільшуватися при порушенні функції нирок.

## Показання до застосування
Цефрадин застосовується при інфекціях, викликаними чутливими до препарату збудниками — інфекціях верхніх і нижніх дихальних шляхів, інфекціях сечовивідних шляхів, інфекціях шкіри і м'яких тканин, інфікованих ранах та опіках, гонореї.

## Побічна дія
При застосуванні цефрадину спостерігають наступні побічні ефекти:
- Алергічні реакції — нечасто висипання на шкірі, свербіж шкіри, кропив'янка; рідко бронхоспазм, гарячка, набряк Квінке, Синдром Стівенса-Джонсона, синдром Лаєлла, анафілактичний шок.
- З боку травної системи — часто нудота, блювання, біль в животі, кандидоз ротової порожнини, стоматит, діарея, метеоризм, дисбіоз; рідко псевдомембранозний коліт, порушення функції печінки.
- З боку нервової системи — головний біль, запаморочення.
- З боку сечостатевої системи — нечасто олігурія, анурія, ниркова недостатність (частіше у осіб старших 50 років).
- Зміни в аналізах — нечасто еозинофілія, лейкопенія, нейтропенія, тромбоцитопенія, панцитопенія, агранулоцитоз, апластична анемія, гемолітична анемія, подовження протромбінового часу, гіпопротромбінемія, підвищення рівня креатиніну, сечовини, білірубіну, підвищення активності амінотрансфераз і лужної фосфатази в крові.
- Місцеві реакції — нечасто болючість та інфільтрат у місці внутрішньом'язового введення, флебіт та болючість по ходу вени при внутрішньовенному введенні.[2]

## Протипокази
Цефрадин протипоказаний при підвищеній чутливості до β-лактамних антибіотиків, при вагітності та годуванні грудьми. З обережністю препарат призначають новонародженим, при печінковій та нирковій недостатності. Препарат не застосовують сумісно із поліміксинами та аміноглікозидами.

## Форми випуску
Цефрадин випускається у вигляді гранул для приготування суспензії по 250 мг/5 мл (у флаконі по 60 мл), желатинових капсул по 0,5 г та порошку в флаконах для ін'єкцій по 1,0 г. Станом на 2014 рік в Україні цей препарат не зареєстрований.